# Уолтер «Баллок» Стюарт
Уолтер «Баллок» Стюарт (1225/1230 — 1293/1294) — шотландский феодал, фактический правитель графства Ментейт. Известен под прозвищем «Bailloch» («Balloch», or «Bullock»), которое переводится с гэльского как «Веснушчатый» («Freckled»).
Родоначальник графов Ментейта из рода Стюартов, Ментейтов из Раски и Ментейтов из Керса.

## Биография
Уолтер Стюарт был третьим сыном Уолтера Стюарта, 3-го лорда Шотландии (ум. 1246) и Беатрисы Ангус, дочери Гиллкриста, 4-го графа Ангус.
В молодости Уолтер Стюарт участвовал в Седьмом крестовом походе (1248—1254). После смерти короля Александра II Уолтер Стюарт стал членом так называемой «проанглийской» партии под руководством Алана Дорварда, который соперничал с партией Уолтера Комина, графа Ментейта, за власть при дворе. В 1255 году сторонники Алана Дорварда взяли Эдинбург и стали контролировать малолетнего короля Александра III. Александр Стюарт, 4-й лорд-стюард Шотландии, старший брат Уолтера Стюарта, стал одним из регентов при Александре III.
Около 1260 года графиня Изабелла Ментейт была обвинена в убийстве первого мужа Уолтера Комина, лорда Баденоха, Она была арестована вместе со своим новым мужем, английским рыцарем Джоном Расселом, и отстранена от управления графством. По решению короля и парламента графство Ментейт перешло к её младшей сестре Марии и её супругу Уолтеру «Баллоку», и их потомкам — Стюартам из Ментейта, принявшим фамилию Ментейт.
Примерно в 1261 году Уолтер Стюарт получил во владение графство Ментейт (по праву своей жены Марии, дочери последнего мормэра Ментейта), а вскоре приобрел земли в Кинтайре и Кнэпдейле.
В 1263 году Уолтер Стюарт, граф Ментейта, в качестве шерифа Эйршира, участвовал в битве при Ларгсе, в результате которой шотландское войско под командованием его старшего брата Александра Стюарта, лорда-стюарда Шотландии, разбило норвежское войско короля Хакона IV.
25 июля 1281 года Уолтер Стюарт был одним из свидетелей и гарантов брачного контракта между шотландской принцессой Маргарет, дочерью Александра III, и королём Норвегии Эйриком II. В августе того же года Уолтер Стюарт вместе с женой и группой шотландских баронов сопровождал принцессу Маргарет в Норвегию, где присутствовал на церемонии бракосочетания. В 1289 году он участвовал в переговорах о заключении династического брака между принцессой Маргарет и наследником английского престола Эдуардом, принцем Уэльским.
В 1285 году о своих претензиях на графство Ментейт заявила Изабелла (ум. ок. 1306), единственная дочь отстраненной графини Изабеллы и Джона Рассела, племянница Марии. Парламент в Сконе вынес решение о разделе графства на две части. Уолтер Стюарт с титулом графа сохранил за собой одну часть графства, а вторая часть была передана Изабелле и её мужу Уильяму Комину из Киркинтиллоха.
После смерти короля Александра III в 1286 году в Шотландии началась борьба за власть между сторонниками Джона Баллиоля и Робертап Брюса, лорда Аннандейла. Уолтер Стюарт перешел на сторону клана Брюсов. В 1286 году подписал «Тёрнберрийское соглашение» (The Turnberry Band) и во время «Великой тяжбы» представлял Роберта Брюса как один из аудиторов — и в будущей войне его сыновья и внуки придерживались партии Брюсов. В 1292 году английский король Эдуард I Плантагенет, назначенный арбитром в споре между Робертом Брюсом и Джоном Баллиолем, вынес решение в пользу Баллиоля, который был провозглашен королём Шотландии. 20 ноября 1292 год]а Уолтер Стюарт присутствовал в замке Норем, где новый король Шотландии Джон Баллиоль принес присягу на верность королю Англии Эдуарду I.
В 1293 или 1294 году Уолтер Стюарт, граф Ментейт, скончался и был похоронен в монастыре Инчмахоум на острове на озере Ментейт. Его жена Мария скончалась около 1293 года и была похоронена там же.

## Семья
Около 1258 года Уолтер Стюарт женился на Марии I, графине Ментейт, дочери Мердока II, графа Ментейта. У супругов было двое сыновей и одна дочь:
- Александр Стюарт, граф Ментейт (1293—1297/1306)
- Сэр Джон де Ментейт (ок. 1275 — ок. 1323), предатель, выдавший англичанам Уильяма Уоллиса
- Елена Стюарт, жена Джона Драммонда, 8-го тана Леннокса